# MNW
株式会社MNW（略称：MEDIA NETWORK）は、テレビ番組の制作および人材育成派遣スタッフを行うプロダクション企業である。2001年9月設立。

## 沿革
- 2001年（平成13年）9月 - 有限会社メディアネットワーク設立。
- 2004年（平成16年）4月 - 有限会社MNWに商号変更。
- 2008年（平成20年）8月 - 株式会社MNWに改組。

## 所属スタッフ
- 竹田幸市（代表者・プロデューサー／ハウフルス⇒）
- 堀雅哉 (アシスタントディレクター)

## 主な制作・スタッフ派遣協力番組

### 現在

#### 日本テレビ系列
スタッフ協力番組
- 世界まる見え!テレビ特捜部
- ザ!世界仰天ニュース
- 所さんの目がテン!
- 天才!志村どうぶつ園
- 週末のシンデレラ 世界!弾丸トラベラー

#### TBS系列
スタッフ協力番組
- NEWS23X

#### フジテレビ系列
スタッフ協力番組
- ザ・ベストハウス123
- めざましどようび

#### テレビ朝日系列
スタッフ協力番組
- スーパーJチャンネル
- お願い!ランキング
- クイズプレゼンバラエティー Qさま!!
- たけしの健康エンターテインメント!みんなの家庭の医学（ABC制作）
- ロンドンハーツ
- そうだったのか!池上彰の学べるニュース
- シルシルミシル(堀雅哉)
- 学生才能発掘バラエティ 学生HEROES!
- 怪盗!!シノビーナ

#### テレビ東京系列
制作協力番組
- 和風総本家（テレビ大阪製作）

スタッフ協力番組
- 日経スペシャル カンブリア宮殿
- 日経スペシャル ガイアの夜明け
- Disney Time
- 所さんの学校では教えてくれないそこんトコロ!
- たけしのニッポンのミカタ!
- 完成!ドリームハウス
- 空から日本を見てみよう

#### 独立局、衛星放送
スタッフ協力番組
- 5時に夢中!（TOKYO MX）
- ザ・ゴールデンアワー（TOKYO MX）

### 過去

#### 日本テレビ系列
制作協力番組
- エンタの神様
- 女神のハテナ
- 爆憶ゴロワーズ
- お笑いさぁ〜ん

スタッフ協力番組
- サルヂエ
- ウタワラ
- どっちの料理ショー
- ぐるぐるナインティナイン
- ナイナイサイズ!
- スッキリ!!
- NNN Newsリアルタイム
- ミラクル☆シェイプ
- ニッポン旅×旅ショー（読売テレビ制作）
- ラジかるッ
- 歌スタ!!
- オジサンズ11
- 人生が変わる1分間の深イイ話
- SUPER SURPRISE
- 音楽戦士 MUSIC FIGHTER
- シアワセ結婚相談所
- ぶらり途中下車の旅

#### TBS系列
スタッフ協力番組
- 恋するハニカミ!
- 王様のブランチ
- ズバリ言うわよ!
- デジ@缶
- 世界バリバリ☆バリュー（MBS製作）
- 2時っチャオ!
- ドリーム・プレス社
- チューボーですよ!
- さんまのSUPERからくりTV
- メガデジ
- ひるおび!
- 総力報道!THE NEWS
- 時短生活ガイドSHOW

#### フジテレビ系列
スタッフ協力番組
- こたえてちょーだい!
- ワンナイR&R
- 企業最前線
- 発掘!あるある大事典II（関西テレビ製作）
- VivaVivaV6
- Dのゲキジョー 〜運命のジャッジ〜
- 脳内エステ IQサプリ
- FNS地球特捜隊ダイバスター
- 子育てれび
- スーパーニュース
- 人志松本のすべらない話
- ウチくる!?
- イケメンデルの法則（関西テレビ）
- VS嵐
- 5LDK
- わかるテレビ

#### テレビ朝日系列
制作協力番組
- 愛のエプロン

スタッフ協力番組
- ワイド!スクランブル
- アドレな!ガレッジ
- ドスペ!
- くりぃむナントカ
- 夫婦交換バラエティー ラブちぇん（メ〜テレ製作）
- 近未来×予測テレビ ジキル&ハイド（ABC製作）
- 草野☆キッド
- 賢コツ!!

#### テレビ東京系列
スタッフ協力番組
- ワールドビジネスサテライト
- 主治医が見つかる診療所
- 神経質バラエティー 心配さん
- ROCK FUJIYAMA
- TVチャンピオン2
- 出没!アド街ック天国
- ココリコミリオン家族
- ぷっちぬき
- Hi! Hey! Say!